# Godzilla kontra Król Ghidorah
Godzilla kontra Król Ghidorah (jap. ゴジラVSキングギドラ Gojira vs Kingu Gidora; ang. Godzilla vs. King Ghidorah) – japoński film fantastycznonaukowy, w reżyserii Kazuki Ōmoriego, będący osiemnastym filmem z serii o Godzilli. Premiera Godzilla kontra Król Ghidorah odbyła się 1991 roku. W filmie przedstawiono historię powstania oby tytułowych kaijū, różniącą się znacznie od tej znanej z pierwszą serią filmów z lat 1954-1975.

## Fabuła
Na Ziemi pojawiają się ludzie z przyszłości. Twierdzą, że Godzilla zniszczy Japonię. Uniemożliwiają przemianę Godzillazaura w Godzillę zabierając go z wyspy. Zostawiają tam trzy stworzenia przyszłości - Doraty. Mutując na skutek wybuchu bomby zmieniają się w trójgłowego smoka - Króla Ghidorę. Pojawia się Godzilla, który powstał w wyniku zatonięcia okrętu podwodnego i jego wybuchu. Pokonuje Króla Ghidorę, ale staje się zły. Ostatecznie pojawia się cyborg Mecha Król Ghidora. Zrzuca „króla potworów” do morza, używając macek pod wysokim napięciem, ale ten przeżywa.

## Obsada
- Kōsuke Toyohara – Kenichiro Terasawa
- Anna Nakagawa – Emmy Kano
- Megumi Odaka – Miki Saegusa
- Katsuhiko Sasaki – profesor Mazaki
- Akiji Kobayashi – Ryuzo Dobashi
- Tokuma Nishioka – Takehito Fujio
- Yoshio Tsuchiya – Yasuaki Shindo
- Kiwako Harada – Chiaki Moriyuma
- Kenji Sahara – Takayuki Segawa
- Sō Yamamura – premier
- Chuck Wilson – Wilson
- Richard Berger – Glenchiko
- Robert Scott Field – android M-11
- Kenpachirō Satsuma – Godzilla
- Hurricane Ryu – Król Ghidora
- Wataru Fukuda – Godzillazaur

## Godzillazaur
Godzillazaur (jap. ゴジラザウルス Gojirazaurusu; ang. Godzillasaurus) – fikcyjny gigantyczny potwór (kaijū), występujący w japońskich filmach fantastycznonaukowych z serii o Godzilli. Godzillazaur jest fikcyjnym dinozaurem z podrzędu teropodów, który przetrwał do naszych czasów.  Pojawił się w osiemnastym filmie o Godzilli pod tytułem Godzilla kontra Król Ghidorah (jap. ゴジラVSキングギドラ Gojira vs Kingu Gidora; ang. Godzilla vs. King Ghidorah) z 1991 roku, w reżyserii Kazuki Ōmori. W tym filmie Godzillazaur pełnił rolę protoplasty późniejszego Godzilli. 

### Opis potwora
W filmowym debiucie Godzilli pod tytułem Godzilla: Król potworów (jap. ゴジラ Gojira) z 1954 roku, zostało wspomniane, że potwór jest dinozaurem zdolnym żyć zarówno na lądzie jak i w oceanie, który jakimś cudem przetrwał wymieranie kredowe i dożył do naszych czasów. Na skutek przeprowadzanych na Pacyfiku próbnych wybuchów jądrowych, uległ on mutacji popromiennej, przez co przeistoczył się w jeszcze większa i groźniejszą istotę. 
W Godzilla kontra Król Ghidorah (jap. ゴジラVSキングギドラ Gojira vs Kingu Gidora; ang. Godzilla vs. King Ghidorah) geneza Godzilli została wyjaśniona jeszcze dokładniej, albowiem tym razem zaprezentowano protoplastę późniejszego potwora - teropoda o nazwie Godzillazaur, który żył w czasie trwania działań zbrojnych na Pacyfiku. Dinozaur został pierwszy raz ukazany podczas sceny ataku sił amerykańskich na garnizon Japońskiej Cesarskiej Armii na wyspie Lagos w 1944 roku. Kiedy amerykańskiemu dowództwu zdawało się, że atak zakończy się sukcesem, niespodziewanie na ich drodze stanęła rozwścieczona prehistoryczna bestia, która przeszkodziła w desancie. Dopiero ostrzał z artylerii okrętowej zdołał poważnie zranić olbrzymie zwierzę, które pozostawiono by zdechło. Japońscy żołnierze uznali rannego dinozaura za swojego sojusznika i oddali mu hołd. Mimo odniesionych ran Godzillazaurowi udało się przetrwać do dnia, w którym wyspa Lagos stała się poligonem jądrowym, co przyczyniło się później do przeistoczenia się prehistorycznego gada w Godzillę.
Chcąc nie dopuścić do powstania Godzilli, grupa renegatów z przyszłości (Futurian) i wraz z zabranymi na pokład swojego statku Japończykami z teraźniejszości, przeniosła się w czasie do 1944 roku. Futurianie przeteleportowali rannego dinozaura do Morza Beringa, z dala od jakichkolwiek znanych w historii prób jądrowych. Futurianie mając w tym przedsięwzięciu swój ukryty interes, pozostawili na wyspie trzy małe skrzydlate zwierzątka z przyszłości - Doraty. W wyniku tego wydarzenia wykształciła się alternatywna linia czasu, w której Godzilla została pozornie wymazana z historii, a w jej miejsce pojawił się kontrolowany przez Futurian King Ghidorah (zmutowana forma pozostawionych na wyspie trzech Dorat). Jednakże wypadek z rosyjskim podwodnym okrętem atomowym, do którego doszło w miejscu, w którym Futurianie pozostawili Godzillazaura, sprawił, że zrodził się jeszcze większy i potężniejszy Godzilla.
W filmie Godzilla kontra Mechagodzilla II (jap. ゴジラ vs メカゴジラ Gojira vs Mekagojira; ang. Godzilla vs. Mechagodzilla II) z 1993 pojawia się jeszcze jeden przedstawiciel Godzillazaura - Baby Godzilla. Został on znaleziony przez Japończyków, gdy był jeszcze w jaju na jednej z wysp na Morzu Beringa, a następnie został przewieziony do Kioto. Słysząc jego wołanie, Godzilla wyruszył na pomoc nowo wyklutemu młodemu, walcząc z Rodanem i Mechagodzillą. W końcu Godzilla i jego adoptowany syn wyruszyli do Zatoki Tokijskiej.

### Dane podstawowe

#### Wymiary
- 1991 wysokość: 12 metrów; waga: 60 ton[2]

#### Zdolności
Protoplasta Godzilli nie posiadał żadnych szczególnych zdolności. Tak jak wszystkie teropody, Godzillazaur wyposażony w ostre zęby i pazury. W scenie walki z żołnierzami amerykańskimi, Godzillazaur powalał ich potężnym machnięciem ogonem.

## Kontrowersje
Krótko po trafieniu do kin w Japonii filmu Godzilla kontra Król Ghidorah, jedna z amerykańskich kablowych stacji informacyjnych wyemitowała reportaż, dotyczący ukazania Amerykanów z czasów II wojny światowej w tym filmie. Zdaniem autorów reportażu sceny przedstawiające Godzillazaura zabijającego żołnierzy amerykańskich, nosiła jawne znamiona antyamerykanizmu. W odpowiedzi na te zarzuty reżyser Kazuki Ōmori zaczął bronić swojej wizji artystycznej, stanowczo zaprzeczając, jakoby jego obraz miał za zadanie propagowania nastrojów antyamerykańskich. 

## Dziedzictwo
Godzilla i Król Ghidorah oparci na wersji z filmu pojawili się w komputerowej grze survivalowej City Shrouded in Shadow (2017). 